# Pagasitický záliv
Pagasitický záliv (též Pagasetický, Pagasajský nebo Voloský, řecky Παγασητικός Κόλπος, Pagasitikós Kólpos) je okrouhlý záliv o největší hloubce 102 metrů, který se rozprostírá v regionální jednotce Magnesia na východě středního Řecka. Jeho východní stranu tvoří poloostrov s pohořím Pelion. S mořem u ostrova Euboie je spojen asi 5 km širokou úžinou.
Hlavním přístavem je zde Volos.

## Jméno
Záliv je pojmenován po svém historickém hlavním přístavu Pagasai, o němž mytologie říká, že zde Iásón postavil svou loď Argó a odtud vyplul na svou dobrodružnou cestu.
Jméno zálivu v latině bylo Pagasaeus Sinus.